# Forcipomyia simulans
Forcipomyia simulans är en tvåvingeart som beskrevs av Oskar Augustus Johannsen 1931. Forcipomyia simulans ingår i släktet Forcipomyia och familjen svidknott. Inga underarter finns listade i Catalogue of Life.